# KS Rafako Racibórz
KS Rafako Racibórz – klub piłkarski z Raciborza, obecnie nie biorący udziału w rozgrywkach. Największym sukcesem zespołu była gra na trzecim poziomie rozgrywek piłkarskich w latach 1969–71 i 1973–77 (łącznie przez sześć sezonów). Swoje spotkania Rafako obecnie rozgrywa na boisku przy ul. Łąkowej z trybunami o pojemności około 500 widzów. Przez długi okres drużyna nie miała jednak własnego boiska i swoje mecze grała na stadionie należącym obecnie do PWSZ przy ul. Kardynała Wyszyńskiego.

## Historia
Klub powstał 5 kwietnia 1951 roku z inicjatywy Leona Pietranka, Władysława Ligęzy i Jana Petryszaka pod nazwą Koło Sportowe Stal. Patronatem klubu była Raciborska Fabryka Kotłów. W 1952 roku zgłoszono do rozgrywek pierwsze zespoły – seniorów, juniorów i trampkarzy. W 1953 roku utworzono także sekcje kolarską, bokserską, lekkoatletyczną, tenisa stołowego i szachową. Nieco później powstały również sekcje siatkarska i koszykarska. W 1956 roku rozwiązano większość sekcji, pozostawiając jedynie piłkę nożną, siatkówkę i koszykówkę. Dzisiaj nie istnieje już sekcja koszykówki, zespół siatkarzy funkcjonuje natomiast do dziś (od 2003 roku jako osobny klub KS AZS Rafako Racibórz) i gra w II lidze. 15 marca 1957 roku zmieniono nazwę na Klub Sportowy Stal.
Piłkarze rozpoczęli od gry w klasie A. Na skutek reorganizacji rozgrywek rok później drużyna znalazła się w klasie B, a w kolejnym sezonie w klasie C. W 1955 roku drużyna uzyskała awans do klasy B, a w następnym roku do klasy A. W sezonie 1963/64 roku, po ośmiu latach w A-klasie zespół wywalczył mistrzostwo w swojej grupie i awansował do ligi okręgowej. Po pięciu latach uzyskano kolejny sukces, awansując w sezonie 1968/69 do III ligi. Na tym szczeblu rozgrywek drużyna spędziła dwa sezony. W sezonie 1970/71 po zajęciu ostatniego miejsca w grupie nastąpił spadek i powrót do klasy okręgowej. W 1971 roku powstała także sekcja brydża sportowego. W kolejnych latach piłkarze zajmowali czołowe lokaty w swoich grupach. W wyniku reorganizacji rozgrywek, w sezonie 1973/74 drużyna znalazła się w klasie wojewódzkiej, stanowiącej wówczas trzeci poziom rozgrywek ligowych. W sezonie 1976/77 nastąpił spadek do okręgówki. Następnie drużyna spadła do klasy A, a w 1980 roku zawieszono działalność klubu.
W 1982 roku reaktywowano zespół, który rozpoczął swoje zmagania od najniższej klasy C. W 1984 roku zespół awansował do klasy B. W roku 1985 zmieniono nazwę na Klub Sportowy Rafako. Rok później drużyna awansowała do A-klasy, a w sezonie 1987/88 do klasy okręgowej. W sezonie 1990/91 spadła do A-klasy, lecz rok później powróciła do okręgówki, gdzie występowała do sezonu 1995/96.
Do sezonu 2002/03, kiedy to nastąpił spadek Rafako grało w A-klasie. Awans uzyskano jednak już po roku gry w B-klasie. Do B-klasy drużyna ponownie spadła w sezonie 2005/06 i występowała tam przez dwa sezony, do uzyskania kolejnego awansu. Po dwóch latach, w sezonie 2009/10 Rafako ze znaczną przewagą nad rywalami zajęło pierwsze miejsce w swojej grupie i awansowało do klasy okręgowej.